# Cook Out 400 (Martinsville)
Das Cook Out 400 ist ein NASCAR-Sprint-Cup-Rennen, das auf dem Martinsville Speedway in Martinsville, Virginia stattfindet, einer Strecke, die im Besitz der International Speedway Corporation ist. Es trägt den gleichen Namen wie das auf dem Richmond Raceway ausgetragene Cook Out 400.
Erstmals wurde das Rennen in der NASCAR-Strictly-Stock-Saison 1949, die erste jemals gefahrene NASCAR-Saison, ausgetragen. Der Name des Rennens wurde im Laufe der Jahre des Öfteren gewechselt. Im Jahre 2007 war das Goody’s Cool Orange 500 das insgesamt erst zweite Rennen mit dem seinerzeit neuen Car of Tomorrow.

## Sieger
- 1949:  Red Byron
- 1950:  Curtis Turner
- 1951:  Curtis Turner
- 1952:  Dick Rathmann
- 1953:  Lee Petty
- 1954:  Jim Paschal
- 1955:  Tim Flock
- 1956:  Buck Baker
- 1957:  Buck Baker
- 1958:  Bob Welborn
- 1959:  Lee Petty
- 1960:  Richard Petty
- 1961:  Junior Johnson
- 1962:  Richard Petty
- 1963:  Richard Petty
- 1964:  Fred Lorenzen
- 1965:  Fred Lorenzen
- 1966:  Jim Paschal
- 1967:  Richard Petty
- 1968:  Cale Yarborough
- 1969:  Richard Petty
- 1970:  Bobby Isaac (Rennen gekürzt – nur 376 Runden)
- 1971:  Richard Petty
- 1972:  Richard Petty
- 1973:  David Pearson
- 1974:  Cale Yarborough
- 1975:  Richard Petty
- 1976:  Darrell Waltrip
- 1977:  Cale Yarborough (Rennen gekürzt aufgrund von Regen – nur 384 Runden)
- 1978:  Darrell Waltrip
- 1979:  Richard Petty
- 1980:  Darrell Waltrip
- 1981:  Morgan Shepherd
- 1982:  Harry Gant
- 1983:  Darrell Waltrip
- 1984:  Geoff Bodine
- 1985:  Harry Gant
- 1986:  Ricky Rudd
- 1987:  Dale Earnhardt
- 1988:  Dale Earnhardt
- 1989:  Darrell Waltrip
- 1990:  Geoff Bodine
- 1991:  Dale Earnhardt
- 1992:  Mark Martin
- 1993:  Rusty Wallace
- 1994:  Rusty Wallace
- 1995:  Rusty Wallace (Rennen gekürzt aufgrund von Regen – nur 356 Runden)
- 1996:  Rusty Wallace
- 1997:  Jeff Gordon
- 1998:  Bobby Hamilton
- 1999:  John Andretti
- 2000:  Mark Martin
- 2001:  Dale Jarrett
- 2002:  Bobby Labonte
- 2003:  Jeff Gordon
- 2004:  Rusty Wallace
- 2005:  Jeff Gordon
- 2006:  Tony Stewart
- 2007:  Jimmie Johnson (Erstes COT-Rennen in Martinsville)
- 2008:  Denny Hamlin
- 2009:  Jimmie Johnson
- 2010:  Denny Hamlin
- 2011:  Kevin Harvick
- 2012:  Ryan Newman
- 2013:  Jimmie Johnson
- 2014:  Kurt Busch
- 2015:  Denny Hamlin
- 2016:  Kyle Busch
- 2017:  Brad Keselowski
- 2018:  Clint Bowyer
- 2019:  Brad Keselowski